# 龜山社中紀念館
32°44′55.52″N 129°53′12.53″E / 32.7487556°N 129.8868139°E

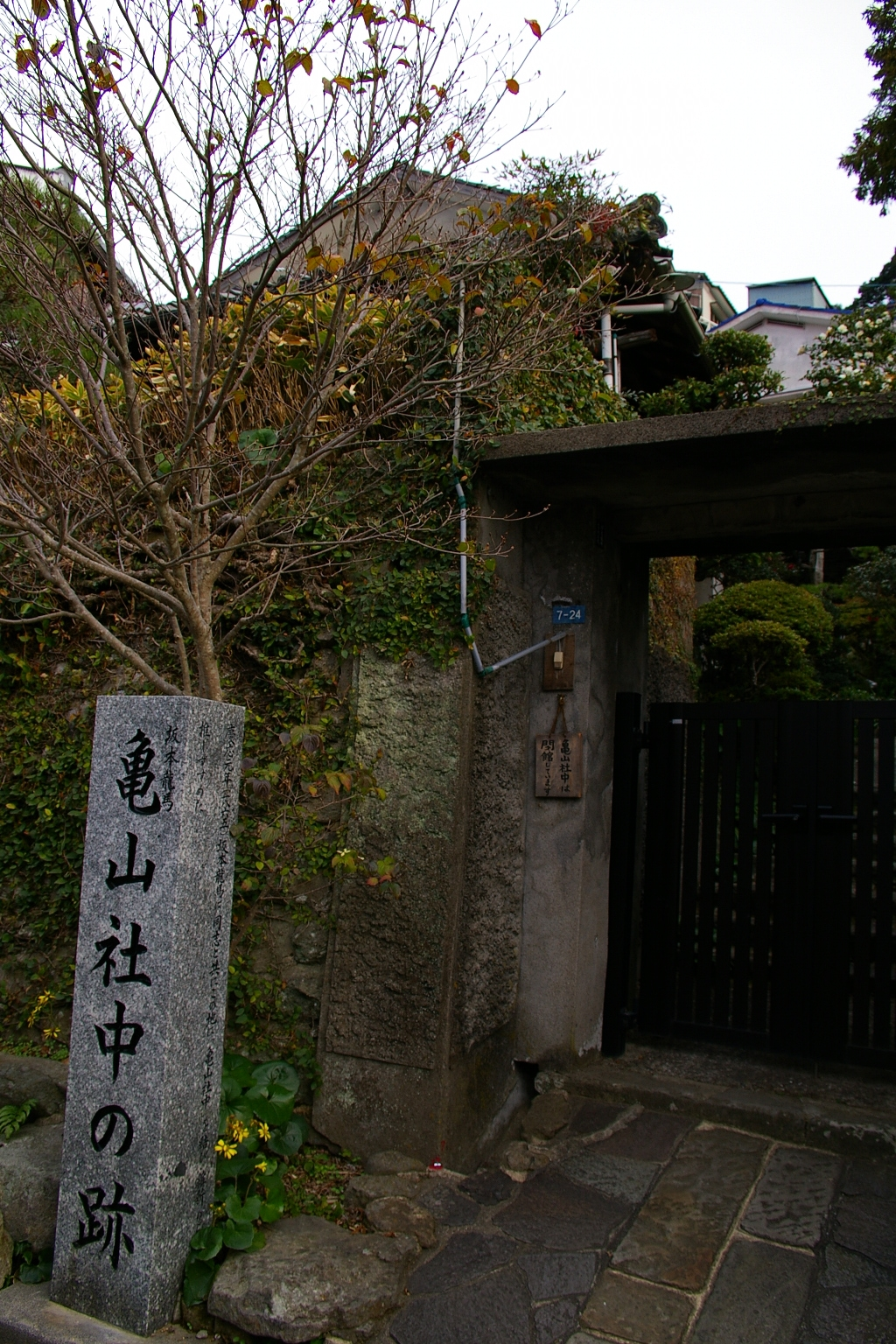
龜山社中舊址

龜山社中紀念館是位設立於龜山社中舊址的紀念館，位於日本長崎縣長崎市伊良林地區。
此地最初原為燒制陶器龜山燒的場所，在1865年廢窯後，由高田利平在小曾根乾堂的資金援助下購入，並提供給坂本龍馬做為龜山社中的活動使用。而「龜山社中」名稱的「龜山」之名即取自此。
現在的建築已非龜山社中使用時的建築，但由長崎市政府重新整理後，重現當年的環境並設立為紀念館，於2009年開放營運，並展示坂本龍馬用品及在長崎時期的書信複製品。
此外在龜山社中紀念館東北方步行距離約150公尺處，還有一間由當地團體所經營的「龜山社中資料展示場」，一樣以龜山社中為主題展示了相關資料。

## 外部連結
- （日語） 龜山社中紀念館官方網頁